# Julie Gonzalo
Julieta Susana Gonzalo, detta Julie (Buenos Aires, 9 settembre 1981), è un'attrice argentina naturalizzata statunitense.

## Biografia
Nata a Buenos Aires con il nome Julieta, all'età di otto anni si è trasferita a Miami (Florida), dove è cresciuta con la famiglia. Cominciò la sua carriera come modella, tuttavia la sua aspirazione era quella di diventare attrice.
A scuola studiò danza e teatro di modo da poter poi sfondare nel mondo dello spettacolo; cosa che fece trasferendosi a Los Angeles.
Dopo aver debuttato nel 2001, nel 2003 entra nel cast del film campione d'incassi Quel pazzo venerdì con Jamie Lee Curtis e Lindsay Lohan, interpretando il ruolo di Steacy Hinkhouse, nemica giurata della protagonista. Successivamente interpreta svariati ruoli sia al cinema che in Tv, ruoli che le garantiscono una buona fama, come quello di Parker Lee nella serie televisiva Veronica Mars tra il 2006 e il 2007, di Shelby Cummings nel film A Cinderella Story, con Hilary Duff, di Blair Krank in Fuga dal Natale, ancora con Jamie Lee Curtis e Tim Allen, e di Amber in Palle al balzo - Dodgeball con Ben Stiller.
Nel 2011 viene contattata per un ruolo nel sequel TNT della serie cult Dallas, entra quindi nel cast interpretando il ruolo di Pamela Rebecca Barnes, figlia del perfido Cliff Barnes (Ken Kercheval), in Dallas. La serie prosegue per 3 stagioni fino al 2014 e grazie a questo ruolo aumenta la sua notorietà, oltre a guadagnarsi una nomination agli ALMA Awards e una agli Imagen Awards come miglior attrice protagonista.
Julie parla fluentemente oltre all'inglese lo spagnolo.

## Filmografia

### Cinema
- I'm with Lucy, regia di Jon Sherman (2002)
- Quel pazzo venerdì (Freaky Friday), regia di Mark Waters (2003)
- Palle al balzo - Dodgeball (Dodgeball: A True Underdog Story), regia di Rawson Marshall Thurber (2004)
- A Cinderella Story, regia di Mark Rosman (2004)
- Fuga dal Natale (Christmas with the Kranks), regia di Joe Roth (2004)
- Partnerperfetto.com (Must Love Dogs), regia di Gary David Goldberg (2005)
- Cherry Crush, regia di Nicholas DiBella (2007)
- The List, regia di Harris Goldberg (2015)
- Un marito da addestrare (How to Pick Your Second Husband First), regia di Sandra L. Martin (2018)

### Televisione
- NCIS - Unità anticrimine (NCIS) – serie TV, episodio 1x02 (2003)
- Drake & Josh – serie TV, 1 episodio (2004)
- Veronica Mars – serie tv, 12 episodi (2006-2019)
- Eli Stone – serie TV, 25 episodi (2008-2009)
- Nikita – serie TV, 1 episodio (2010)
- The Glades – serie TV, 1 episodio (2010)
- Castle - Detective tra le righe (Castle) – serie TV, episodio 2x22 (2010)
- CSI: Miami – serie TV, 1 episodio (2011)
- 3 cuccioli e un anello (3 Holiday Tails), regia di Joe Menendez – film TV (2011)
- Dallas – serie TV, 40 episodi (2012-2014)
- La guerra delle torte (Pumpkin Pie Wars), regia di Steven R. Monroe – film TV (2016)
- Perduta nel Vermont (Falling for Vermont), regia di David Winning – film TV (2017)
- Lucifer – serie TV, episodio 3x15 (2018)
- Grey's Anatomy – serie TV, episodio 14x22 (2018)
- Segui il tuo cuore (The Sweetest Heart), regia di Steven R. Monroe – film TV (2018)
- Un appartamento per due (Flip That Romance), regia di Mark Jean – film TV (2019)
- Supergirl – serie TV, 39 episodi (2019-2021)
- Jingle Bell Bride - Natale in Alaska, regia di Allan Harmon – film TV (2021)
- Il buon dottore The Good Doctor – serie TV -(2021)

### Cortometraggi
- The Penny Game, regia di Connie DiCiccio (2001)
- Special, regia di Ken Daurio e Cinco Paul (2003)

## Doppiatrici italiane
Nelle versioni in italiano delle opere in cui ha recitato, Julie Gonzalo è stata doppiata da:
- Domitilla D'Amico in Fuga dal Natale, Dallas, 3 cuccioli e un anello
- Barbara De Bortoli in The Glades, Perduta nel Vermont
- Selvaggia Quattrini in Quel pazzo venerdì
- Ilaria Latini in NCIS - Unità anticrimine
- Connie Bismuto in Palle al balzo - Dodgeball
- Georgia Lepore in A Cinderella Story
- Cinzia Villari in Partnerperfetto.com
- Monica Vulcano in Veronica Mars
- Federica De Bortoli in Eli Stone
- Chiara Colizzi in Castle - Detective tra le righe
- Valentina Mari in CSI: Miami
- Eleonora Reti in La guerra delle torte
- Francesca Manicone in Segui il tuo cuore
- Valentina De Marchi in Un marito da addestrare
- Deborah Ciccorelli in Un appartamento per due
- Daniela Calò in Supergirl